# Prince de Conty
Cet article concerne le navire, pour les princes de Conti, voir Liste des princes de Conti
Le Prince de Conty est une frégate de commerce française qui s'est échouée puis a coulé avec sa cargaison au sud-ouest de Belle-Île-en-Mer en Bretagne en 1746 lors d'un retour d'un voyage en Chine. Tombée dans l'oubli, l'épave ne fut localisée qu'au milieu des années 1970 puis pillée. Une fouille archéologique fut menée en 1985.

## Histoire et caractéristiques
Gilles Cambry fils construit le Prince de Conty en 1743 dans le port de Lorient en Bretagne. Il appartenait à la Compagnie des Indes orientales. Il est nommé d'après Louis-François de Bourbon-Conti (1727-1776), prince de Conti.  
Le Prince de Conty était un un navire de commerce à voiles de type frégate. Son tirant d'eau était de 5,28 mètres. Sa coque était en bois et il possédait 38 canons. Mesurant 40 mètres de longueur pour 12,50 mètres de largeur, son port en lourd était de 600 tonneaux.  

## Dernier voyage et naufrage
Sous les ordres du capitaine Charles François Bréart de Boisanger, le Prince de Conty quitte Lorient le 2 avril 1745 pour la Chine avec L’Aimable et Le Philibert. Après un voyage de vingt mois sur plusieurs océans, il arrive à Wampou (Huangpu) puis fait une escale à Canton. Il embarque des lingots d'or, de la porcelaine, du thé et des soieries d'Asie. Il repart au début de l'année 1746 et passe par le détroit de Flores. Il fait escale aux Mascareignes dans l'océan Indien, des îles appartenant au royaume de France. Avant de revenir en France, il passa par le Brésil sur l'île Fernando Noronha, où il chargea du café et du cacao et où il fut attaqué par des corsaires anglais. Le Royaume-Uni et le royaume de France étaient alors en conflit dans le cadre de la guerre de Succession d'Autriche (1740-1748). 
Après avoir traversé l'Atlantique, alors qu'il approchait de Lorient, son port d'attache, il fit naufrage au large de Belle-Île, à Port Loscat en Locmaria. Le naufrage se produisit au cours de la nuit du 3 décembre 1746, en raison du vent et du brouillard. Seuls 42 hommes réussirent à regagner la côte et 160 hommes périrent dans le naufrage.
La Compagnie française des Indes orientales, employant des forçats anglais, chercha en vain en 1747 à récupérer les lingots.

## Épave: pillage et exploration

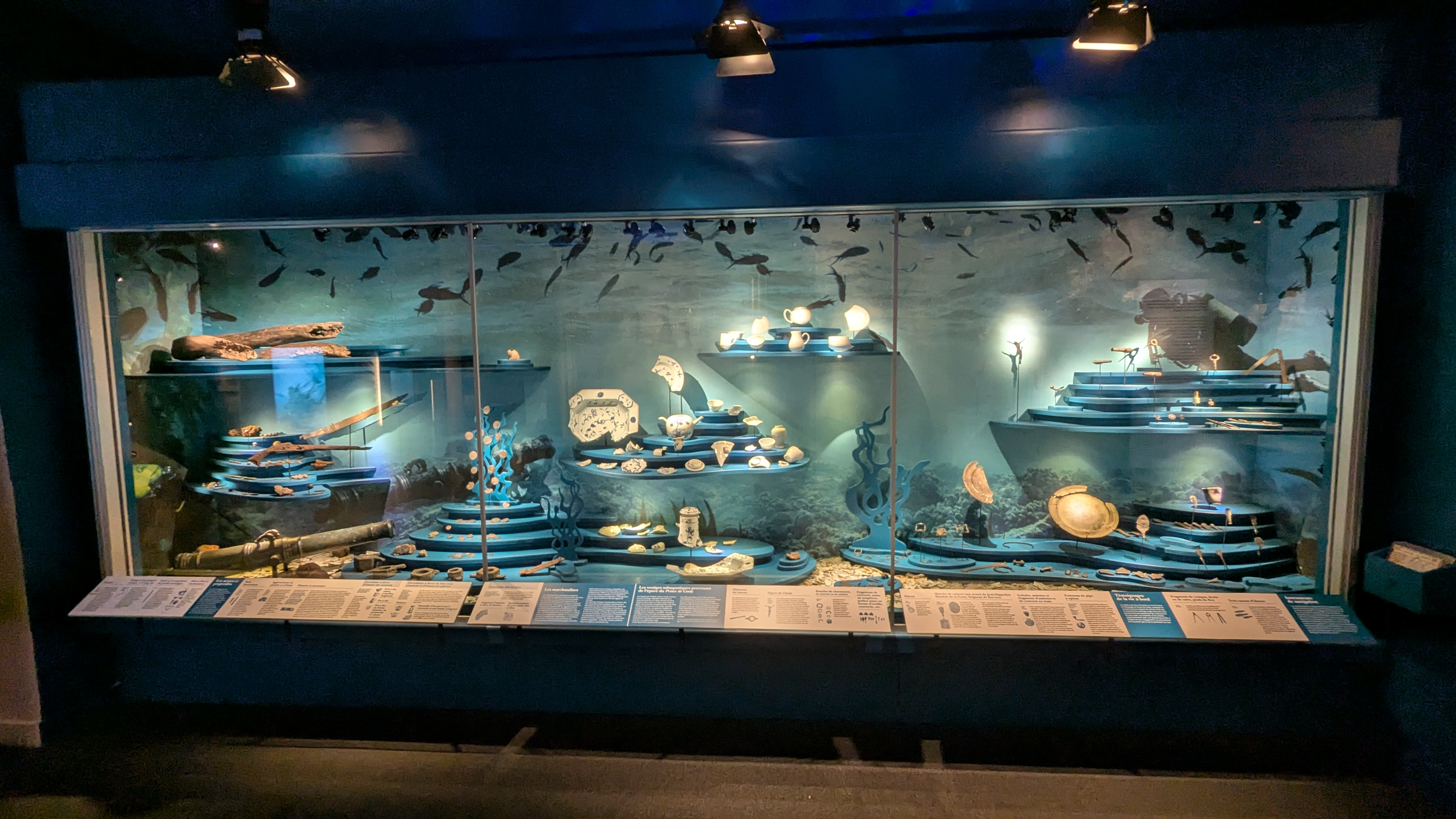
Vitrine dédiée à l'épave du Prince de Conty au musée de la Compagnie des Indes.

L'épave du Prince de Conty tombera dans l'oubli et ne fut redécouverte qu'en 1974 par Patrick Lizé, au pied de la falaise de l'extrême sud-ouest de Belle-Île, île côtière du sud de la Bretagne. Elle gît entre 10 et 15 mètres de profondeur. La découverte d'un premier lingot d'or provoquera dès l'année suivante un pillage de l'épave. Après plusieurs années de poursuites judiciaires — plus d'une douzaine de personnes seront inculpées dans cette affaire —, une fouille archéologique est menée en 1985. Sont dégagés de l'épave des milliers de fragments de porcelaine de Chine datant de l'empereur Qianlong (1736-1795), des restes de caisses de thé, des rondins de bois tinctorial et trois petits lingots d'or chinois, de 368 à 375 grammes. Dans des grottes sous-marines proches, des pièces de porcelaine presque intactes sont aussi récupérées. Une violente tempête empêche la fin de la campagne de fouille et enfouit l'épave à nouveau. Depuis 2004, les vestiges du bateau sont exposés au musée de la Compagne des Indes de Lorient.
Début 2018, les Homeland Security Investigations (en), service de l'United States Immigration and Customs Enforcement, saisissent, sur demande de la DRASSM française, cinq petits lingots d'or d'une valeur estimée de 231 000 dollars avant leur vente aux enchères en Californie. Ils sont formellement identifiés par les poinçons à leur surface, marque personnelle des fabricants de ces lingots sous la dynastie Qing, comme faisant partie de la cargaison du Prince de Conti. Ces lingots étaient à l'époque utilisés par la Chine comme monnaie d'échange, ce qui a justifié que les autorités américaines refusent leur restitution à la Chine qui les réclamait également. Ils sont officiellement restitués à la France lors d'une cérémonie le 2 mars 2022, à l'ambassade de France à Washington.
Le 15 juin 2022, le parquet de Brest met en examen des « chefs de recel de bien culturels provenant d’un vol commis en bande organisée, de blanchiment en bande organisée, d’association de malfaiteurs et d’exportation illégale de biens culturels » trois Français suspectés d’avoir revendu en Suisse et aux États-Unis des lingots d’or prélevés sur le navire. Le 2 juin 2023, la chambre criminelle de la Cour de cassation a rejeté le pourvoi formé par les époux, qui contestaient la saisie de leur navire Téthys décidée par le juge d'instruction en décembre 2021. Un procès est requis en juillet 2025 par le parquet de Brest contre 3 français et 2 américains pour pour association de malfaiteurs.